# Méthoxyméthane
Pour les articles homonymes, voir DME.
Le méthoxyméthane, appelé aussi éther méthylique ou bien encore diméthyléther (DME), est un composé chimique de formule semi-développée CH3OCH3. Il fait partie de la famille des éthers.

## Synthèse
Il peut être synthétisé en chauffant un mélange d'acide sulfurique très concentré et de méthanol. Il est produit à partir de gaz naturel par un procédé de déshydratation du méthanol.

## Utilisation
Il est utilisé comme biocarburant par des entreprises pétrolières telles que Total.

## Accident
Le 28 juillet 1948, un nuage de méthoxyméthane échappé d'un wagon-citerne explose dans une usine de la BASF à Ludwigshafen (Allemagne) tuant 207 personnes et en blessant 3 818 (effet thermobarique et intoxications par divers produits chimiques)  .

## Détection astrophysique
Grâce à son moment dipolaire non négligeable (µ = 1,30 D), le diméthyléther est un bon candidat pour une recherche par spectroscopie rotationnelle avec une importante densité spectrale centrée autour de 1 THz à une température de 150 K. Il a ainsi été détecté en grande abondance dans le milieu interstellaire et même dans le nuage de Magellan, c'est-à-dire en dehors de la Voie lactée. Il s'agit de l'une des plus grosses molécules organiques complexes observées (9 atomes) et son processus de formation reste encore mal compris. En effet, le modèle de chimie en phase gazeuse ne permet pas de reproduire cette abondance : la chimie sur les grains de poussière est alors communément admise.
L'observation et l'étude de telles molécules permet ainsi de mieux appréhender la formation des différentes molécules importantes pour la chimie prébiotique.